# Anibaliano
Flavio Anibaliano (Flavius Hannibalianus, en latín; muerto en septiembre de 337), también conocido como Anibaliano, fue uno de los miembros de la dinastía de Constantino, que gobernó el Imperio Romano como césar entre 335 y 337.

## Biografía
Anibaliano era hijo de Flavio Dalmacio y sobrino de Constantino I el Grande. Anibaliano y su hermano Dalmacio fueron educados en Tolosa (hoy Toulouse) por el retor Exuperio.
En 320, Constantino llamó a Flavio Dalmacio y a sus hijos a Constantinopla. Anibaliano se casó con la hija mayor de Constantino, Constantina, en 335 y fue hecho nobilissimus.
Con ocasión de la campaña de Constantino contra los sasánidas (337), Anibaliano fue nombrado Rex Regum et Ponticarum Gentium (rey de reyes y de los pueblos pónticos). Probablemente Constantino tuvo la intención de colocar a Anibaliano en el trono de Ponto, después de la derrota de los sasánidas. 
La campaña no se realizó porque Constantino murió en mayo de 337. Anibaliano murió, al igual que su hermano, durante la purga de la familia imperial que sobrevino.